# Кайинди (Курчумський район)
Кайинди́ (каз. Қайыңды) — село у складі Курчумського району Східноказахстанської області Казахстану. Входить до складу Куйганського сільського округу.
Населення — 205 осіб (2021; 338 у 2009, 636 у 1999, 890 у 1989).
Національний склад станом на 1989 рік:
- казахи — 100 %

До 2009 року село називалось Слов'янка.